# Skylar Roberge
Skylar Roberge, geb. am 13. Juli 1994 in O'ahu, Hawaii, ist eine US-amerikanische Schauspielerin. 
Sie ist seit 2002 als Schauspielerin tätig, wo sie zunächst als Kinderdarstellerin auftrat, ehe sie nach neun Jahren Pause als Erwachsene in die Schauspielerei zurückkehrte. Skylar Roberge trat unter anderem in den bekannten Fernsehserien 24 und Criminal Minds auf.

## Filmographie (Auswahl)
- 2002: Firefly: Der Aufbruch der Serenity (Fernsehserie)
- 2005: The Tonight Show with Jay Leno (Fernsehserie)
- 2006: 24, Staffel 5.
- 2015: Fun Size Horror: Volume Two
- 2015: Kill Them Mommy! (Kurzfilm)
- 2017: Criminal Minds
- 2017: The Hot Take! (Fernsehserie)
- 2017: States of Horror (Fernsehserie)
- 2020: 9-1-1: Lone Star (Fernsehserie)
- 2021: CSI: Vegas (Fernsehserie)